# Felosa-aquática

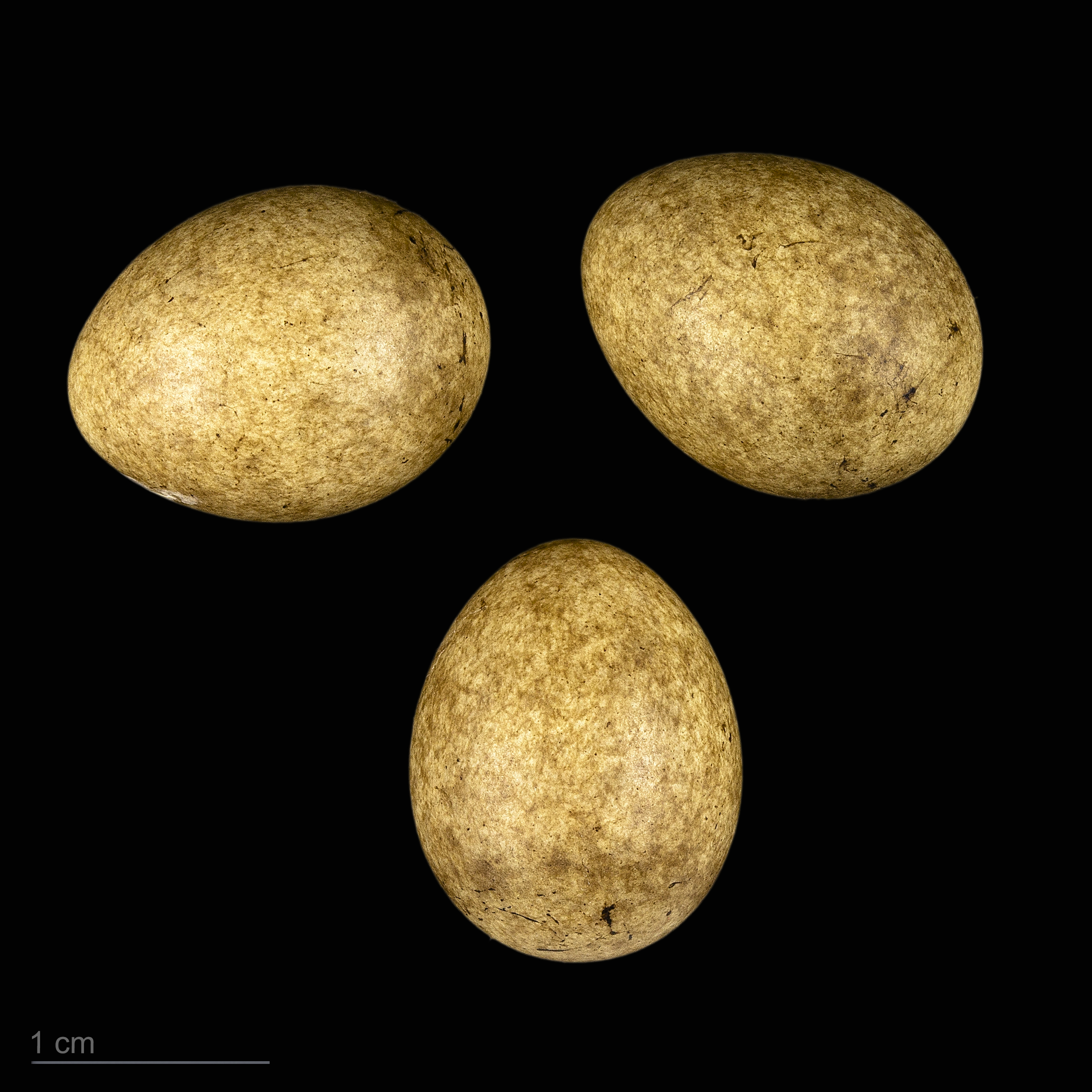
Acrocephalus paludicola - MHNT

A felosa-aquática (Acrocephalus paludicola) é uma ave da família Acrocephalidae. É parecida com a felosa-dos-juncos, distinguindo-se sobretudo pela risca bege na coroa.
É uma espécie rara e ameaçada, que nidifica na Europa Oriental e inverna em África. Em Portugal ocorre raramente na passagem migratória outonal.